# Sergei Wassiljewitsch Saltykow

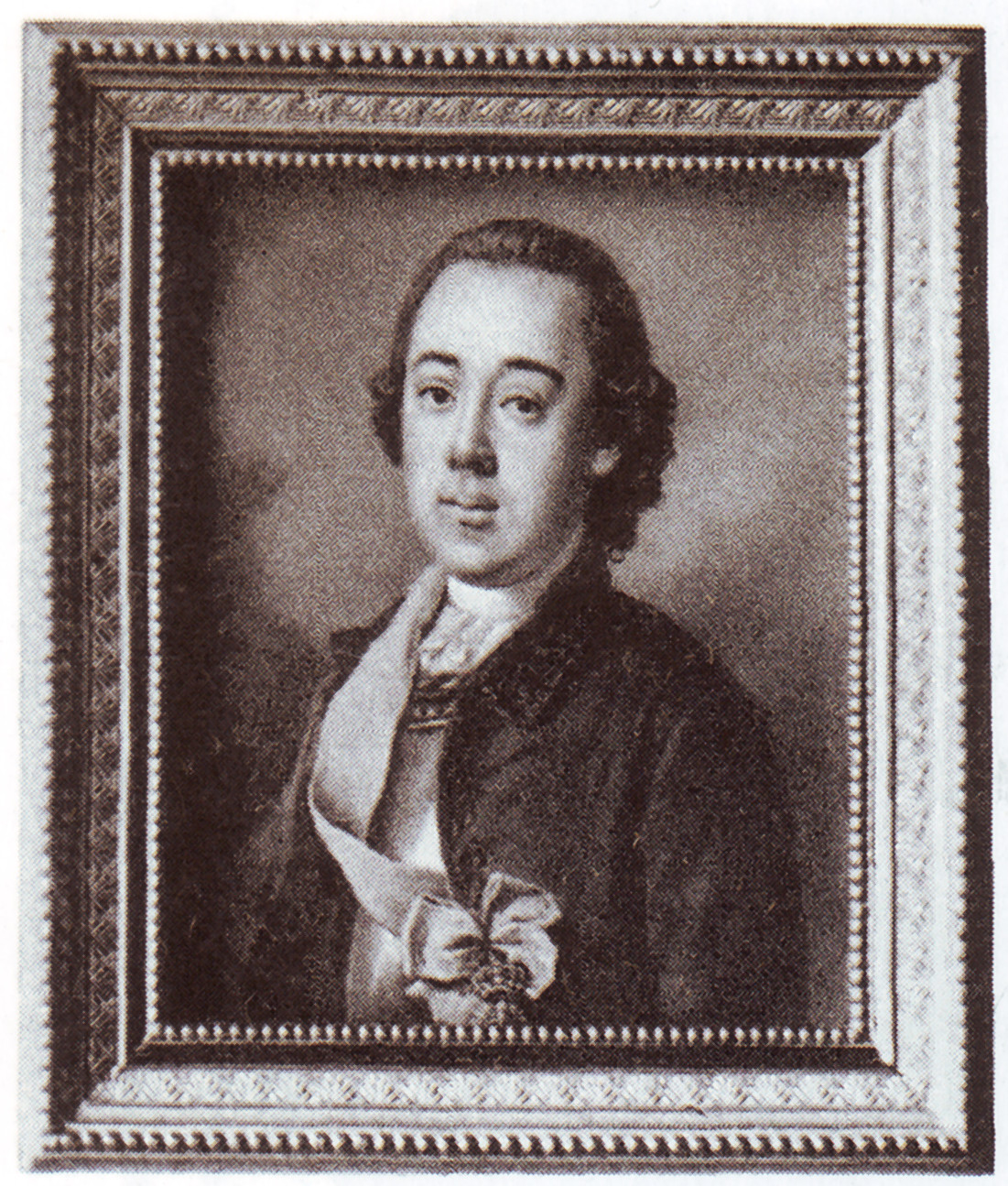
Sergei Wassiljewitsch Saltykow

Sergei Wassiljewitsch Saltykow (russisch Сергей Васильевич Салтыков, wiss. Transliteration Sergej Vasil'evič Saltykov; * 1726; † 1765) war ein russischer Diplomat und Adliger aus dem Hause Saltykow. Er ist vor allem bekannt als einer der Liebhaber der späteren Zarin Katharina II. von Russland und möglicherweise der Vater von Zar Paul I.

## Leben
Er stammte aus dem alten russischen Adelsgeschlecht Saltykow. Seine Eltern waren der Generalgouverneur Wassili Fjodorowitsch Saltykow (1675–1751) und Maria Alexejewna Golitzyna (* 1701). Er war der Neffe von Praskowja Fjodorowna Saltykowa (1664–1723), der Gemahlin von Zar Iwan V.
Durch Heirat einer Hofdame kam er im Alter von 26 Jahren an den kaiserlichen Hof in Sankt Petersburg. Die Großfürstin Katharina, mit dem Thronfolger Peter Fjodorowitsch verheiratet, ließ sich auf eine Affäre mit dem gut aussehenden Kammerherrn Sergei Graf Saltykow ein. Am 1. Oktober 1754 brachte Katharina ihren Sohn Paul zur Welt. Die Zarin erkannte das Kind als legitim an, ließ jedoch Saltykow vom Hof entfernen. Sie schickte ihn als Sonderbotschafter zum König von Schweden, um die Geburt des zukünftigen Thronerben anzuzeigen. Später diente er als russischer Gesandter in Hamburg, Paris und Dresden.